# C++ 프로그래밍 언어 (책)
《C++ 프로그래밍 언어》(The C++ Programming Language)는 C++ 프로그래밍 언어를 처음으로 설명한 책으로써, 언어의 창시자인 비야네 스트롭스트룹이 저술하였고 1985년 10월에 처음으로 출간되었다. 공식 표준이 없던 시절 이 책은 몇년동안 사실상의 표준문서로써 발전하는 C++ 언어를 뒷받침하였다. C++의 공식 표준은 1998년 9월 1일 ISO/IEC 14882:1998: Programming Language C++로 발표되었다. 언어와 라이브러리 확장의 표준화와 기술적 오류의 수정 출간과 함께 표준이 더욱 발전함에 따라, 이후의 출간본은 새로운 변경에 대한 업데이트가 이루어졌다.

## 역사
C++ 프로그래밍 언어의 초판본은 1985년에 출간되었다. C++가 발달함에 따라 변경된점을 반영한 2판이 1991년 7월 출간되었다.
3판은 1997년 7월 30일에 처음 출간되었는데, 두가지 부록이 추가된 하드커버 버전이 C++프로그래밍 언어 특별판으로 2000년 2월 11일 출판되었다. 소프트커버판과 하드커버 "특별판"은 이후 여러번 리프린팅되며 수정 사항이 반영되었다.
C++해답 (ISBN 0-201-30965-3)은 C++프로그래밍 언어의 동반책으로써 선택된 일부 연습문제에 대한 해답을 싣고 있다.
C++11이 반영된 C++프로그래밍 언어 4판은 2013년 5월 19일에 출간되었다.